# Einkünfte aus selbständiger Arbeit (Deutschland)
Einkünfte aus selbständiger Arbeit gehören in Deutschland zu den in § 2 Abs. 1 EStG genannten sieben Einkunftsarten und zählen zu den Gewinneinkünften. Gesetzliche Grundlage ist § 18 EStG. Die wichtigste Untergruppe innerhalb dieser Einkunftsart bilden die Freiberufler. Die Einkünfte aus selbständiger Arbeit sind vom Steuerpflichtigen seit dem Veranlagungszeitraum 2008 in der Anlage S (vorher in der Anlage GSE) zur Einkommensteuererklärung zu erklären.

## Begriff und Abgrenzung
Das EStG enthält keine eigene Definition der Begriffe selbständige Arbeit oder freier Beruf, sondern eine  Aufzählung, in welchen Tätigkeitsfeldern oder konkreten Berufen (sog. Katalogberufe) Einkünfte aus selbständiger Arbeit erzielt werden.
Charakteristisch für einen freien Beruf ist die fachlich eigenverantwortliche, persönliche Arbeitsleistung durch den Berufsträger – in Abgrenzung zum Gewerbebetrieb, bei dem der Kapitaleinsatz im Vordergrund steht. Wird der Berufsträger von Mitarbeitern unterstützt, muss er dennoch aufgrund eigener Fachkenntnisse leitend und eigenverantwortlich tätig werden, andernfalls sind die Einkünfte gewerblich (§ 18 Abs. 1 Nr. 1 S. 3 EStG). Im Gegensatz zur selbständigen Arbeit sind Einkünfte aus Gewerbebetrieb meist zusätzlich gewerbesteuerpflichtig.
Erfolgt die Berufstätigkeit im Rahmen eines Arbeitsvertrages, liegen Einkünfte aus nichtselbständiger Arbeit vor (z. B. bei einem angestellten Klinikarzt im Unterschied zum Freiberufler mit eigener Arztpraxis).
Einkünfte aus selbständiger Arbeit setzen voraus, wie bei den übrigen Gewinneinkünften auch, dass die Tätigkeit selbständig, nachhaltig, mit Gewinnerzielungsabsicht und mit Beteiligung am allgemeinen wirtschaftlichen Verkehr ausgeübt wird (§ 15 Abs. 2 EStG). Letzteres ist gegeben, wenn der Selbständige gegenüber Dritten nach außen in Erscheinung tritt und Leistungen gegen Entgelt anbietet – auch wenn er dabei nur für einen Auftraggeber tätig wird. Betätigung im Bereich der selbständigen Arbeit, aber aus privaten Neigungen gilt als steuerlich nicht relevante Liebhaberei (z. B. künstlerisches Schaffen als Hobby).

## Unterteilung
Zu den Einkünften aus selbständiger Arbeit gehören:
- Einkünfte aus freiberuflicher Tätigkeit, § 18 Abs. 1 Nr. 1 EStG:
  - selbständige wissenschaftliche, künstlerische, schriftstellerische, unterrichtende oder erzieherische Tätigkeit.
  - Katalogberufe: Arzt, Zahnarzt, Tierarzt, Rechtsanwalt, Notar, Patentanwalt, Vermessungsingenieur, Ingenieur, Architekt, Handelschemiker, Wirtschaftsprüfer, Steuerberater, beratender Volks- und Betriebswirt, vereidigter Buchprüfer, Steuerbevollmächtigter, Heilpraktiker, Dentist, Krankengymnast (Physiotherapeut), Journalist, Bildberichterstatter, Dolmetscher, Übersetzer, Lotse.
  - den Katalogberufen ähnliche Berufe (Ähnlichkeit muss hinsichtlich aller Merkmale zum Katalogberuf bestehen).[2]
- Einkünfte der Einnehmer einer staatlichen Lotterie, wenn sie nicht Einkünfte aus Gewerbebetrieb sind, § 18 Abs. 1 Nr. 2 EStG.
- Einkünfte aus sonstiger selbständiger Arbeit, z. B. als Testamentsvollstrecker, Vermögensverwalter oder als Aufsichtsratsmitglied, § 18 Abs. 1 Nr. 3 EStG.
- Einkünfte aus bestimmten Leistungen im Zusammenhang mit der Beteiligung an einer Wagniskapitalgesellschaft, § 18 Abs. 1 Nr. 4 EStG.
- Gewinn, der bei der Veräußerung des Vermögens erzielt wird, das der selbständigen Arbeit dient, § 18 Abs. 3, § 16 EStG (analog zur Betriebsveräußerung und Betriebsaufgabe bei Gewerbebetrieben).

## Einkünfteermittlung
Ausgangsgröße für die Ermittlung der Einkünfte ist der Gewinn. Dieser wird entweder freiwillig durch Betriebsvermögensvergleich oder – im Regelfall – durch Wahl der Einnahmenüberschussrechnung ermittelt. Der Gewinnermittlungszeitraum ist mit dem Veranlagungszeitraum identisch; die steuerlichen Vorschriften über das Wirtschaftsjahr der Gewerbetreibenden und der Land- und Forstwirte gelten bei selbständiger Arbeit nicht.

## Kritik
Gelegentlich wird die steuerliche Besserstellung gegenüber Einkünften aus Gewerbebetrieb kritisiert. Zum einen wegen der fehlenden Gewerbesteuerpflicht. Hierin liegt jedoch kein Verstoß gegen den Gleichheitsgrundsatz des Art. 3 Abs. 1 GG. (Allerdings wird die Steuerlast für Gewerbebetriebe durch Anrechnung der Gewerbesteuer auf die Einkommensteuer erheblich gemildert.) Zum anderen gibt es bei dieser Einkunftsart, im Gegensatz zu Gewerbetreibenden, keine Buchführungspflicht. Dies gilt unabhängig vom erzielten Umsatz oder Gewinn.